# El Fresno
El Fresno település Spanyolországban, Ávila tartományban. El Fresno Ávila, Gemuño, Salobral, La Serrada és La Colilla községekkel határos. Lakosainak száma 591 fő (2024).

## Népesség
A település népessége az utóbbi években az alábbiak szerint változott:
| Lakosok száma | 493  | 494  | 519  | 550  | 568  | 592  | 597  | 589  | 589  | 591  |
|               | 2001 | 2004 | 2006 | 2009 | 2011 | 2014 | 2016 | 2019 | 2021 | 2024 |